# Bernard Perroy
 (septembre 2019).
Bernard Perroy (né le 14 février 1960 à Nantes en Loire-Atlantique) est un poète français.
Auteur d'une quinzaine de recueils , certains de ses poèmes sont traduits en russe, en anglais, en espagnol, en italien ou en allemand. Il réside actuellement près de Dol-de-Bretagne.

## Biographie
Bernard Perroy est marqué dès sa jeunesse par des influences multiples  : surréalistes, poésie espagnole et latino-américaine, ou encore Schehadé, Michaux, Yves Bonnefoy, Jaccottet, Reverdy, Joë Bousquet, René Char, René Guy Cadou...
Après avoir étudié la philosophie à Rennes et exercé son métier de kinésithérapeute à Nantes, il entre en 1988 à la communauté catholique des Béatitudes. En 1993, il vit six mois en Éthiopie pour la fondation de l'une des maisons de sa Communauté. Il prononce ses vœux définitifs en 1994. Il poursuit sa double vocation de poète et de frère consacré sans confondre les deux domaines, même s'il est conscient des ponts qui peuvent les relier : « Ni amalgame ni dualisme » dit-il   en reprenant les mots du poète et bénédictin Gilles Baudry.
Il rencontre ce dernier en 1994 avec lequel débute une relation autant fraternelle qu'amicale. Gilles Baudry le mène vers Jean-Pierre Lemaire ou Jean Lavoué mais également vers des poètes issus de "L'École de Rochefort” : il rencontre Hélène Cadou, Annie et Serge Wellens... Son travail l'amènera à habiter près de Rochefort-sur-Loire de 2002 à 2009 comme journaliste au mensuel Feu et Lumière (poésies, chroniques d'art, divers articles ou reportages...) de 2002 à 2014. 
Il entre également en relation  avec Gérard Pfister, Alain Suied, Gérard Bocholier, Anne Perrier, Pierre Dhainaut... Il se penchera aussi bien sur la poésie d'auteurs chrétiens contemporains (Jean-Yves Masson, Jean Bastaire, Isabelle Solari, Jean Mambrino, Nathalie Nabert...) que sur les œuvres d'auteurs du Bassin méditerranéen (Tahar Bekri, Abdellatif Laâbi, Salah Stétié, Rachel Braustrein, Mahmoud Darwich, Hamid Tibouchi...) en passant par d'autres contemporains comme Andrée Chedid, François Cheng, Charles Juliet, Pierre Gabriel, Henri Meschonnic, Jacques Ancet...

## Éléments sur l'œuvre
Dans certains de ses textes, il évoque ses voyages (effectués généralement en tant que journaliste) : Irlande, Roumanie, Angleterre, Éthiopie, Arménie, Égypte, Israël, Benelux, Italie, Grèce, Espagne, Pologne, Allemagne, Bosnie, Liban…).
Il collabore (publications, expositions, rencontres...) avec de nombreux artistes comme les peintres Rachid Koraichi , Serge et Pascale Nouailhat  ou Nathalie Billecocq , le pochoiriste Jef Aérosol, les sculptrices Catherine Carré et Béatrice Blaise, le pianiste Nicolas Celoro ,, la poète et collagiste Ghislaine Lejard , les photographes Bruno Rotival, Dominique Lefevre et Catherine Deher... Il a collaboré à plus d'une trentaine de Livres pauvres avec des artistes comme Max Partezana, Maria Desmée, Chantal Giraud, Caroline François-Rubino, Catherine Vigier, Hanna Sidorowicz...
Son écriture tente de mettre en parallèle paysages extérieurs et paysages intérieurs : « Poèmes qui deviennent souvent traits d'unions entre visible et invisible... (dans une) sobriété fervente. » .